# Parafia Przenajświętszego Sakramentu w Łowiczu

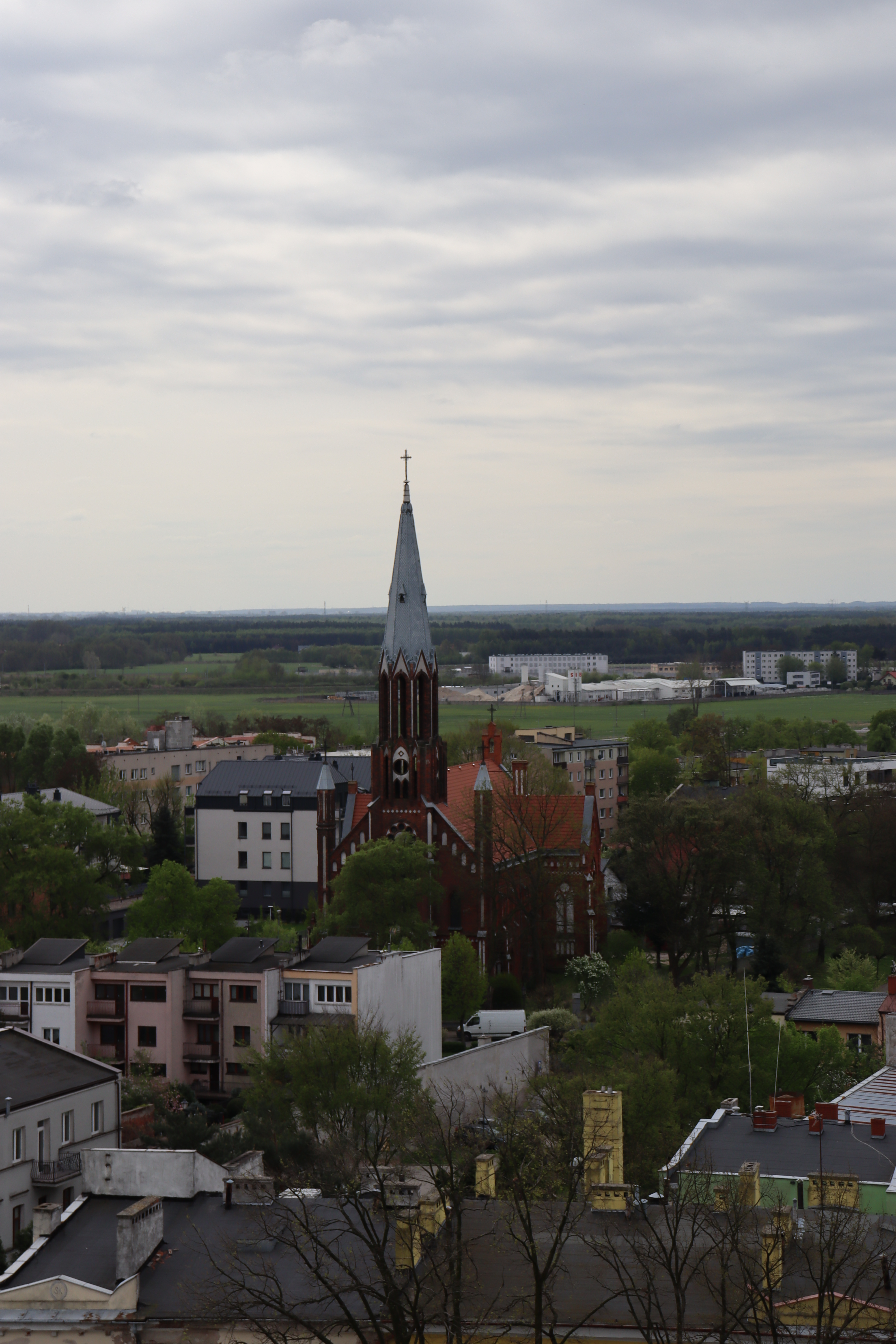
Widok kościoła parafialnego z wieży bazyliki łowickiej

Parafia Przenajświętszego Sakramentu w Łowiczu – mariawicka parafia diecezji śląsko-łódzkiej, Kościoła Starokatolickiego Mariawitów w RP. Obecnie jest to jedna z mniejszych parafii mariawickich, ale posiadająca bogate tradycje historyczne i kulturalne.
Parafia opiekuje się trzema cmentarzami mariawickimi: w Łowiczu, Arkadii i Zdunach. Na terenie miasta, przy ul. Browarnej znajduje się także parafia Kościoła Katolickiego Mariawitów pod tym samym wezwaniem, która współzarządza miejscowymi cmentarzami mariawickimi. 
Kościół parafialny pw. Przenajświętszego Sakramentu znajduje się w Łowiczu, w powiecie łowickim, województwie łódzkim przy alei Henryka Sienkiewicza 3. Jest największą świątynią mariawicką na świecie oraz najwyższym kościołem w mieście. 

## Historia
Początki mariawickiej parafii wiążą się z działalnością księdza Stanisława Siedleckiego, który od 1897 roku pełnił funkcję kapelana sióstr bernardynek w Łowiczu, a następnie stał się rektorem kościoła pw. Niepokalanego Poczęcia Najświętszej Maryi Panny i św. Elżbiety. Był równocześnie prefektem łowickich szkół. 21 listopada 1899 roku odbył nowicjat w Zgromadzeniu Kapłanów Mariawitów w kościele Matki Boskiej Loretańskiej w Warszawie na Pradze, gdzie otrzymał imiona zakonne Maria Tytus. W 1904 roku złożył śluby wieczyste w Zgromadzeniu Kapłanów Mariawitów w kościele św. Wojciecha w Niesułkowie na ręce kapłana Jana Marii Michała Kowalskiego. Kapłan w ramach rozwijanej pracy na rzecz ludu, założył w Łowiczu przy ówczesnych alejach Glinki (obecnie al. Sienkiewicza) ochronkę dla dziewcząt zwaną ,,Nazaret”, prowadzoną przez siostry ze Zgromadzenia Sióstr Mariawitek, które na terenie miasta utworzyły swoją filię.
Ksiądz Siedlecki w czasie duszpasterstwa w Łowiczu podniósł moralność miejscowej ludności jak również okolicznych parafii. Wspomniana łowicka świątynia stała się ogniskiem czci eucharystycznej. Duszpasterz Siedlecki wytrwale spowiadał rzesze napływających wiernych z Łowicza jak i z okolicznych parafii. Do Związku Maryawitów Nieustającej Adoracji Ubłagania w dawnym Księstwie Łowickim przystąpiło 4000 osób. Gorliwa i energiczna praca kapłana Tytusa w Łowiczu zwróciły uwagę okolicznych księży. Proboszcz parafii Zduny koło Łowicza zwołał naradę okolicznego kleru, na której ustalono, aby przesłać petycję do konsystorza warszawskiego z prośbą o usunięcie kapłana Siedleckiego z Łowicza. Według księży uczestniczących w naradzie kapłan Tytus odznaczał się ,,niepożądaną dla kleru gorliwością”. W ramach restrykcji za przynależność do Zgromadzenia Kapłanów Mariawitów został wysłany w 1905 roku przez arcybiskupa warszawskiego na wikariat do Białej Rawskiej.
Po wyjeździe kapłana Tytusa w Łowiczu i okolicznych wioskach nastał okres wzmożonych prześladowań mariawitów. Łowiccy czciciele Przenajświętszego Sakramentu byli wyzywani, kamienowani, opluwani przez miejscowych rzymskich katolików. Księża w towarzystwie zgraj opryszków napadali na domy mariawickie i zmuszano do wyrzeczenia się mariawityzmu. Intensywne prześladowania doprowadziły  do uszczuplenia szeregu mariawitów łowickich, pozostało ich nieco ponad tysiąc osób. Pozbawienie opieki duszpasterskiej mariawici łowiccy podróżowali do parafii w Strykowie, Niesułkowie, Dobrej, Zgierzu gdzie pracowali kapłani mariawiccy. We wrześniu 1906 roku urządzono kaplicę domową w domu Woszczyńskiego w Łowiczu.
Kapłan Tytus powrócił do Łowicza 13 września 1906 roku. Kaplica domowa z czasem stała się zbyt mała dla wzrastającej liczby gromadzących się w niej mariawitów. Miejsce sprawowania nabożeństw przeniesiono do większego pomieszczenia w tym samym budynku. Wiosną 1907 roku mariawici łowiccy pod przewodnictwem kapłana Tytusa zakupili obszerną parcelę z dużym, murowanym domem przy al. Glinki. W zakupionym budynku urządzono dużą kaplicę i ochronkę (obecny dom parafialny). Przed obiektem, przy al. Glinki rozpoczęto budowę monumentalnej świątyni, która trwała do 1910 roku.  Na potrzeby ochronki utworzono obok tzw. ogródki czyli ogród jordanowski (rodzaj placu zabaw).  W późniejszym czasie w domu parafialnym umiejscowiono warsztaty rzemieślnicze dla chłopców przyuczające do zawodu. Na posesji parafialnej umiejscowiono również pasiekę, szkółkę drzew owocowych i wzorcowe gospodarstwo ogrodnicze, gdzie nauczano ogrodnictwa miejscowych mariawitów. W późniejszym czasie założono również szkołę parafialną, piekarnię, bibliotekę z czytelnią, towarzystwo pożyczkowo-oszczędnościowo, przytułek dla starców, żłóbek dla nieprawych dzieci, a także pracownię aparatów kościelnych.
Kapłan Tytus zadbał również o zapewnienie odpowiedniej oprawy liturgicznej nabożeństw i uroczystości parafialnej poprzez założenie orkiestry parafialnej w Łowiczu. Oprócz zakupionej posesji parafia mariawicka  w Łowiczu posiadała działkę, na której znajdował się tzw. ,,Nazaret”, czyli klasztor sióstr mariawitek, gdzie nauczano dziewczęta tkactwa, hafciarstwa, trykociarstwa, krawiectwa  i pończosznictwa. We wspomnianym obiekcie znajdowała się również kaplica domowa. 
W miejscowościach Arkadia, Wygoda, Sierakowice Prawe, Skrzeszewy i Łyszkowice kapłan Tytus również założył ochronki dla dzieci. W Łyszkowicach powstał sklep spożywczy. W Łaźnikach wybudowano dom parafialny, w którym siedzibę znalazła ochronka, warsztaty przyuczania do zawodu, sklep spożywczy oraz chwilowo tkalnia wełniaków księżackich (ludowych strojów łowickich) i spółka mleczarska. W okolicach Łowicza kapłan Tytus założył szereg wolnostojących kaplic i kaplic domowych. W Sierakowicach Prawych (na terenie parafii rzymskokatolickiej w Bełchowie), Zielkowicach (obecna parafia katedralna w Łowiczu), Arkadii (parafia Bednary), Łyszkowicach (parafia Pszczonów) i Łaźnikach (parafia Zduny) wybudował wolnostojące kaplice w większości drewniane z wyjątkiem Arkadii (murowana). W miejscowościach Arkadia, Sierakowice Prawe, Zduny i w samym Łowiczu duchowny założył cmentarze mariawickie. W wielu miejscowościach kapłan założył kaplice domowe (Strzelcew, Golińskie, dwie w Bobrownikach, Urbańszczyzna, Wygoda, Otolice, Zawady, Bratkowice, Popów, Zielkowice, Zduny, Łaźniki, Skrzeszewy i Żychlin, Łagów, Mystkowice). Kaplica w Łaźnikach stała się siedzibą oddzielnej zduńskiej parafii mariawickiej, do której należała filia w Skrzeszewach koło Żychlina. Kaplice w Łyszkowicach, Sierakowicach Prawych i Arkadii były filiami parafii w Łowiczu.
W Łowiczu kościół mariawicki wzniesiono w 1910 przy ówczesnej ul. Glinki (dziś Al. Henryka Sienkiewicza i róg ul. Akademickiej) według planów Jana Zaze. Budowla w stylu neogotyckim, typu bazylikowego, powstała na planie krzyża łacińskiego. Nawa główna o sklepieniu kolebkowo-krzyżowym jest znacznie wyższa niż boczne, wsparte na 8 kolumnach. Wyposażenie kościoła jest bardzo skromne. W ołtarzu głównym znajduje się Chrystus Ukrzyżowany, na prawo od ołtarza obraz Matki Boskiej Nieustającej Pomocy, po stronie lewej – ambona metalowa, koszowa z 1910. Na antepedium ołtarza (jedynego w kościele) widnieje herb Łowicza. Przed kościołem znajduje się statua Maryi Panny, stanowiąca pamiątkę konsekracji biskupiej w 1910.
4 września 1910, w nowo zbudowanym kościele odbyła się konsekracja biskupia kapłanów: Romana Marii Jakuba Próchniewskiego i Leona Marii Andrzeja Gołębiowskiego. Sakry udzielił biskup Jan Maria Michał Kowalski przy współudziale biskupów Gerarda Gula i Jakuba van Thiela, w czasie konsekracji obecna była także s. Maria Franciszka Kozłowska. Kronikarze mariawiccy zliczyli ok. 20 tysięcy widzów tego wydarzenia (w ówczesnym czasie Łowicz liczył ok. 10 tys. mieszkańców); uważa się, że była to jedyna taka uroczystość mariawicka w historii, która zgromadziła tak wielu gości. 
Kapłan Tytus wraz z parafianami łowickimi i zduńskimi znosił duże prześladowania ze strony miejscowej ludności. Przyczyniło się to do znacznego spadku liczby parafian, jak i stopniowego ograniczania działalności parafii, część kaplic domowych została zamknięta, niektóre instytucje parafialne zostały zlikwidowane, część posesji parafialnej została sprzedana. W latach trzydziestych parafie mariawickie w Łowiczu i Zdunach liczyły już tylko ponad trzysta osób. Sam kapłan Siedlecki był oskarżany w licznych procesach sądowych, które dotyczyły kwestii obyczajowych.
W 1935 roku parafię w Łowiczu spotkał bolesny rozłam. Większość mariawitów wraz z kapłanem Tytusem, bratem Augustynem Gapińskim i miejscowymi kapłankami, diakonisami oraz siostrami opowiedziała się po stronie abpa Michała Kowalskiego. Kościół w Łowiczu, kaplice w Łaźnikach, Sierakowicach Prawych i Zielkowicach trafiły w ręce mariawitów felicjanowskich. Kapłan Tytus Siedlecki zawiadywał świątynią w Łowiczu do 14 października 1935 roku, kiedy trafiła w ręce zwolenników biskupa Feldmana. Budynek ,,Nazaretu” został sprzedany w początkach 1935 roku, zaś siostry tam mieszkające przeniosły się do budynku domu parafialnego. Siostry, które opowiedziały się po stronie abpa Michała Kowalskiego mieszkały w jednym z budynków parafialnych jeszcze przez jakiś czas po przejęciu kościoła w Łowiczu przez zwolenników biskupa Feldmana. Biskup Tytus Siedlecki przez pewien czas po rozłamie w 1935 roku mieszkał u mariawitów w Zielkowicach.
W 2002 kościół wpisano do rejestru zabytków. Nabożeństwa w kościele odbywają się 3 razy w miesiącu. W latach 2016-2024 proboszczem parafii był bp Michał Maria Ludwik Jabłoński, mieszkający w Woli Cyrusowej. Obecnie duszpasterzem jest kapł. Hubert Maria Paschalis Oganiesian z Grzmiącej.

## Nabożeństwa
- Nabożeństwo niedzielne o godz. 12.30 (co dwa tygodnie)
- Adoracja miesięczna – 4. dnia każdego miesiąca

## Źródła
- Kalendarz Maryawicki na rok zwyczajny 1909, Łódź, Wydawnictwo oo. Maryawitów, 1909;
- Kalendarz Maryawicki na rok zwyczajny 1910, Łódź, Wydawnictwo oo. Maryawitów, 1910;
- Kalendarz Maryawicki na rok zwyczajny 1911, Łódź, Wydawnictwo oo. Maryawitów, 1911;
- Kalendarz Maryawicki na rok zwyczajny 1912, Łódź, Wydawnictwo oo. Maryawitów, 1912;
- Kalendarz Maryawicki na rok zwyczajny 1913, Łódź, Wydawnictwo oo. Maryawitów, 1913;
- Kalendarz Maryawicki na rok zwyczajny 1914, Łódź, Wydawnictwo oo. Maryawitów, 1914;
- Staro- Katolicki Kościół Maryawitów, Płock, Wydawnictwo oo. Maryawitów, 1923;
- Ordo Divini Officii Recitandi Sacrique Peragendi ad Usum Almae Ecclesiae Metropolitanae et Archidioecesis Varsaviensis pro Anno Domini 1898, Warszawa, Wydawnictwo Seminarium Metropolitarnego w Warszawie, 1898;
- Winiarczyk- Kosowska Małgorzata, ,,Ustawy III RP o stosunku państwa do kościołów chrześcijańskich”, Warszawa, Dom Wydawniczy Elipsa, Warszawa;
- Majchrowski Jacek Maria, ,,Kto był kim w II Rzeczypospolitej”, Warszawa, Polska Oficyna Wydawnicza ,,BGW”, 1994;
- relacja Zbigniewa Milewskiego, administratora parafii Kościoła Katolickiego Mariawitów w Długiej Kościelnej, uzyskana dn. 20 grudnia 2020 roku;
- AAN, Sekty katolickie - mariawici - rozłam Kowalskiego i Feldmana w latach 1936-1939 i zatwierdzanie duchownych w związku z rozłamem w latach 1931-1939, cz.II (t.III), sygn. 1434.